# George Finch-Hatton
Pour l’article homonyme, voir George Finch.
George William Finch-Hatton (22 mai 1791 – 8 janvier 1858), 10e comte de Winchilsea et 5e comte de Nottingham, est un homme politique britannique, connu pour son duel contre Arthur Wellesley, alors premier ministre du Royaume-Uni et duc de Wellington, en 1829.